# آذری طوسی
نورالدین (یا فخرالدین) حمزه پسر علی‌ملک اسفراینی آذری طوسی (۷۸۴–۸۶۶ق / ۱۳۸۲–۱۴۶۲م)؛ صوفی و شاعر ایرانی بود.
وی از تبار رهبران سربداران بود.
شعرهای آذری طوسی در آغاز در ستایش شاهان بود ولی بعداً رنگ عرفانی یافت.
آذری در اسفراین زاده شد و از آنجا که چندی در طوس زیست به «طوسی» نیز شهرت یافت و چون زایش او در ماه آذر بود آذری خوانده شد. درگذشت او نیز در اسفراین بود.
آذری ملک‌الشعرا دربار میرزا شاهرخ پسر تیمور لنگ بود و از شاگردان و مریدان محی‌الدین طوسی و شاه نعمت‌الله ولی نیز بود. آذری توسی پس از هجرت به هند در دربار سلطان احمدشاه اول بهمنی ملک‌الشعراء شد.

## اثرها
- بهمن‌نامه
- جواهرالاسرار
- طغرای همایونی
- مرآت (عجایب‌الدنیا)
- سعی‌الصفا
- دیوان آذری
- عروجیه